# Jak wam się podoba (film 2006)
Jak wam się podoba – brytyjsko-amerykańska komedia romantyczna z roku 2006 w reżyserii Kennetha Branagha. Film jest ekranizacją komedii Williama Szekspira pod tym samym tytułem.

## Fabuła
Rosalinda - córka wygnanego księcia Seniora mieszka wraz ze swoim stryjem księciem Frederickiem i kuzynką Celią. Dziewczyna zakochuje się w młodzieńcu imieniem Orlando, lecz później także i ona zostaje skazana na banicję. Uciekając, dziewczyna przebiera się za mężczyznę.

## Obsada
- Brian Blessed – książę Frederick/Książę Senior
- David Oyelowo – Orlando De Boys
- Adrian Lester – Oliver De Boys
- Kevin Kline – Jacques
- Bryce Dallas Howard – Rosalind/Ganymede
- Janet McTeer – Audrey
- Romola Garai – Celia
- Patrick Doyle – Amiens
- Alfred Molina – Touchstone
- Richard Briers – Adam
- Nobuyuki Takano – Charles
- Paul Chan – William

## Nagrody i nominacje
Złote Globy 2007
- Najlepsza aktorka w miniserialu lub filmie TV – Bryce Dallas Howard (nominacja)

Nagrody Gildii Aktorów Ekranowych 2007
- Wybitny występ aktora w miniserialu lub filmie telewizyjnym – Kevin Kline (wygrana)